# Fiat Nuova 500
A Fiat 500 (olaszul: Cinquecento) egy miniautó, melyet a Fiat gyártott 1957 és 1975 között. Az 1957 júliusában Nuova 500 néven bemutatott modell tökéletes megtestesítője volt a városi kisautó definíciójának, kedvező árával, mindössze 2970 mm-es hosszával és kis léghűtéses, 479 cm³-es, kéthengeres, soros ottomotorjával. Sokan az egyik első valódi városi kisautónak tekintik.
2007-ben, a Nuova 500 bemutatásának ötvenedik évfordulóján megjelent egy új Fiat 500-as, amelynek külső formatervét jól láthatóan az 1957-es modell ihlette, azonban jóval nehezebb, nagyobb elődjénél, ráadásul orrmotoros és elsőkerék-meghajtású.

## Modelltörténet
A második világháború utáni gazdasági állapotok az olcsó, gazdaságos fenntartású autóknak kedveztek. 1949-ben megjelent a korábbi 500-as, a Topolino modernizált karosszériás változata, orrmotoros, hátsókerék-meghajtású felépítéssel. Ebből kétajtós kupé és háromajtós kombi változatok készültek, egészen 1955-ig. Ekkor megjelent egy könnyebb modell, a Fiat 600, mely a Volkswagen Bogár mintájára farmotoros és hátsókerék-meghajtású lett. Az addig meglehetősen szokatlannak számító motorelhelyezés olyan sikeres lett, hogy a Fiat 1957-ben bemutatta a még kisebb Nuova 500-at, amely alapján aztán több külföldi licencelt változat is készült. Ezek közé tartozott a Heilbronnban gyártott változat, melyet a Neckar és az NSU készített 1961 októberétől. A grazi Steyr-Puch szintén gyártott a Fiat 500-on alapuló modelleket, Puch 500 néven.
Szokatlanul kis méretei ellenére a Fiat 500 rendkívül praktikus járműnek bizonyult Európa-szerte. A hagyományos kétajtós karosszéria mellé megjelent egy háromajtós kombi variáns is, amelyben a motort oldalra fordították, és a tengelytávot is megnövelték 10 cm-rel a hátsó utasok kényelme érdekében. Ehhez a változathoz hosszabb napfénytető, és a Fiat 600-ból átvett nagyobb fékek jártak.
Az autóból sportváltozatok is készültek, a legismertebb ezek közül az Abarth által készített volt, de Olaszországban még a Giannini Automobili is foglalkozott 500-asok gyári tuningolásával. A Puch 500-ból szintén készült sportmodell, amibe Puch motorkerékpárokból származó boxermotort szereltek. Ezek közül legismertebb az 1965 és 1969 között gyártott Steyr-Puch 650 TR2 volt.
A Fiat 500 gyártása 1975-ben fejeződött be, az utódjának szánt Fiat 126-ot már 1972-ben bemutatták, ám Olaszországban és Nyugat-Európában nem tudott az 500-as nyomába érni, de a keleti blokkban rendkívül népszerű volt a lengyel Polski Fiat által gyártott licencelt változat, a Polski Fiat 126p. Különösen tartóssága és alacsony fogyasztása miatt kedvelték.

## Modellváltozatok

### Nuova 500(1957–1960)
Az 1957-ben eredetileg bemutatott modell a Nuova (új) 500 nevet kapta. A Fiat kínálatában ennek volt a legkisebb motorja, mindössze kéthengeres, 479 cm³-es egységgel szerelték, amiről a nevét is kapta, és 13 lóerős csúcsteljesítmény leadására volt képes. Ez a modell a tető teljes hosszán végigfutó, kinyitható vászontetőt kapott, hasonlóan a Citroën CV2-höz. Később ezt csak egy, a tető feléig erő változatra cserélték. Különlegessé volt még, hogy a kocsi ajtói hátrafelé nyíltak. A hagyományos változat mellett volt egy sportváltozat is, amelyet kívülről egy, a karosszérián végigfutó piros csík tett különlegessé. Ebbe is ugyanaz a motorblokk került, de 499,5 cm³-esre bővítve.

### 500 D(1960–1965)
1960-ban az 500 D váltotta a Nuovát. Ez sokban hasonlított az eredeti modellhez, de két fontos változtatás történt rajta. Az egyik, hogy a régi motor helyett egy 17 lóerős, 499 cm³-es darabot kapott, melyet egészen az L széria gyártásának befejezéséig (1973) megőrzött a Fiat. A másik, hogy a hagyományos D vászonteteje már csak a tető közepéig ért, de volt egy „Transformable” változat is, az előző szériával teljesen megegyező tetővel. A D szintén megörökölte a Nuova hátrafelé nyíló ajtóit.
Az autót Új-Zélandon is árulták, az ottani piacokra kerülő darabokat a helyi Torino Motors szerelte össze. A kocsit Fiat Bambina (olaszul lánygyermek) néven árulták, és jelenleg is így nevezik a klasszikus 500-asokat.

### 500 Giardiniera(1960–1975)

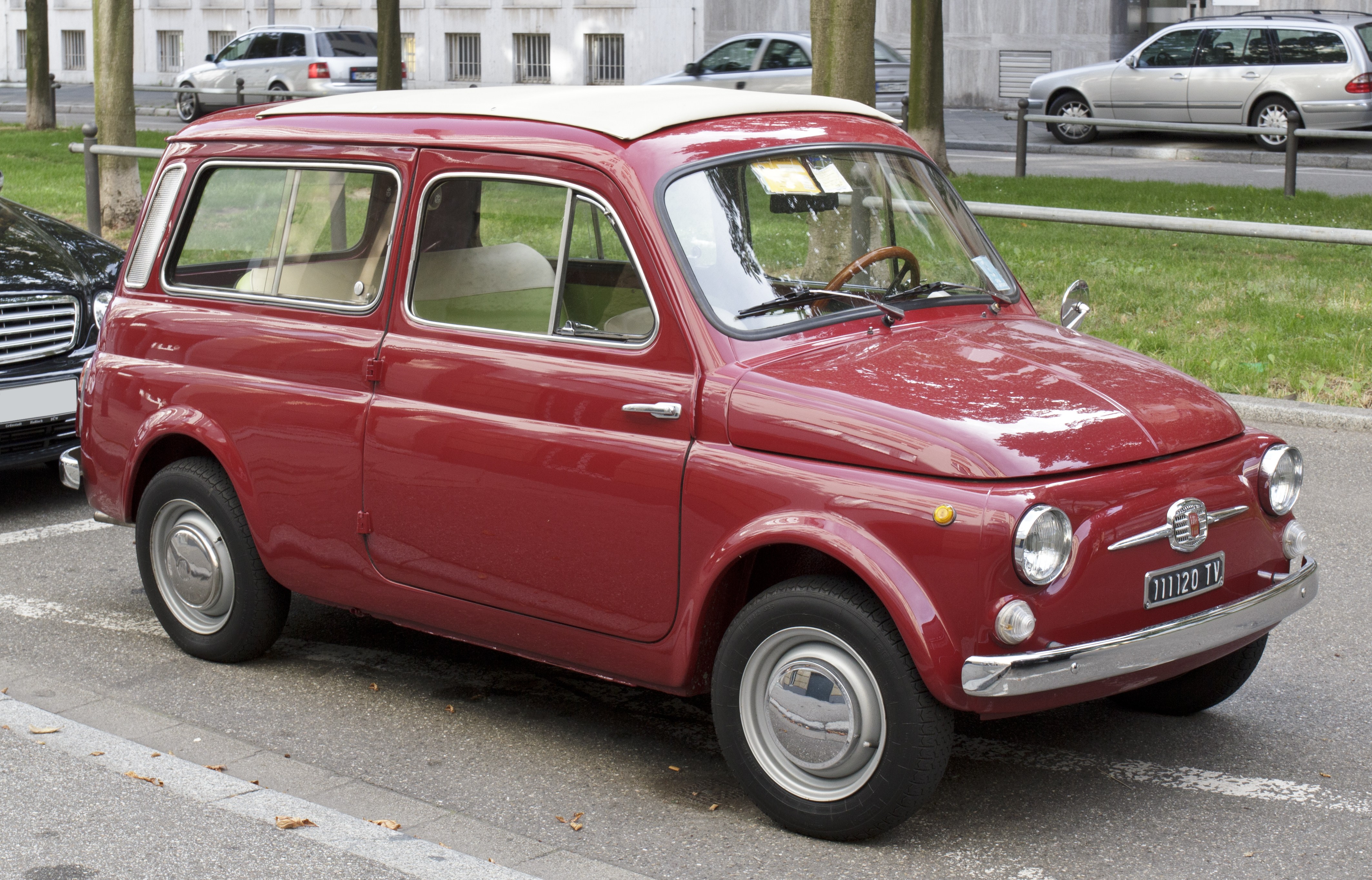
Fiat 500 Giardiniera

Az 500 Giardiniera (néhány piacon 500 K) a Fiat 500 kombi változata, és egyben a leghosszabb ideig gyártott variáns. A motor a csomagtartó padlója alatt helyezkedett el, ezzel sík rakodófelületet biztosítva tulajdonosának. A kinyitható vászontető egészen a karosszéria hátuljáig végigfutott, és nem ért véget a sofőr és az első utas feje fölött, mint a hagyományos változatokban. Ezt a kocsit szintén hátrafelé nyíló ajtókkal szerelték, ez volt az egyetlen változat, mely megőrizte ezt a különlegességet még az 1970-es években is. 1966-ban a gyártás áttevődött Desióba, ahol a Fiat leányvállalata, az Autobianchi szerelte össze a Giardinierákat. Összesen 327 ezer ilyen autó készült.

#### 500 Furgoncino
A Furgoncino a Giardiniera kisáruszállító változata volt, hátsó ablakok helyett fém panelekkel és hátsó ülések nélkül.

### 500 F vagyBerlina(1965–1973)
Az F sorozat a D és L változatokkal is közeli kapcsolatokat ápol. Nagyon gyakran összekeverik a korábbi D-vel, mivel 1965 és 1969 között ugyanolyan típusjelző feliratok kerültek rá, de az ajtókilincsekre pillantva könnyen felismerhető az újabb F változat. Erre már hagyományos, előrefelé nyíló ajtók kerültek, így a kilincsek is hagyományosan az ajtó hátsó felén voltak. 1969 és 1972 között az F-et párhuzamosan árulták az újabb L, azaz Lusso modellel, mint annak olcsóbb, alacsonyabb felszereltségű alternatíváját. Az F és az L modell műszakilag nagyon hasonló volt, de kívülről megkülönböztethetők voltak a lökhárítók alapján, az L ugyanis további króm kiegészítőket kapott, emellett belső tere is modernebb volt, míg az F változaté meglehetősen közel állt az 1957-ben bemutatott Nuováéhoz.

### 500 L vagyLusso(1968–1972)

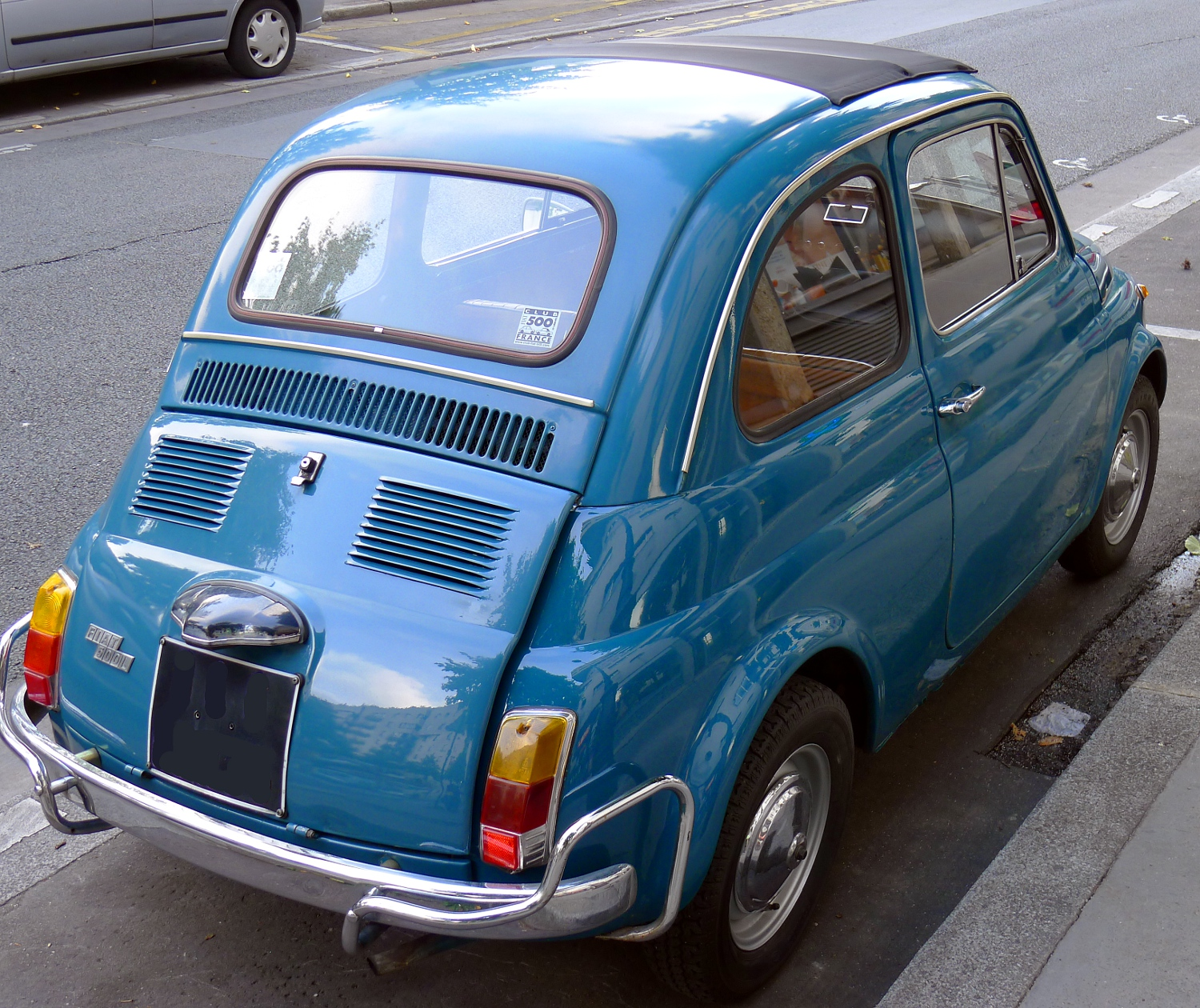
Az 500 L jól felismerhető krómozott lökhárítóiról

1968-ban mutatták be a Fiat 500 legújabb változatát, az L-t, melyen a legkomolyabb változtatások a belső teret érték. A Fiat modernizálta az autó belsejét, ezzel nemcsak kényelmesebbé téve, de lépést tartva az európai autóipar legfrissebb elvárásaival is.

### 500 R vagyRinnovata(1972–1975)
A Fiat 500 klasszikus generációjának utolsó modellje az R volt. Ugyanaz az 594 cm³-es motor került bele, mint a Fiat 126-ba. Csúcsteljesítménye megegyezett az L változatéval, de alacsonyabb fordulatszámon érte el azt és nyomatéka is nagyobb volt. Sebességváltója még mindig nem volt teljesen szinkronizált. Még kényelmesebb lett, mint elődje, de néhány felszerelés kikerült belőle. Ilyen volt például az üzemanyagszint-jelző, aminek a helyére csak egy alacsony üzemanyagszintre figyelmeztető visszajelző került. A Fiat 126 bemutatása után az 500 R eladásai alaposan visszaestek, két évvel később a Fiat vissza is vonultatta a modellt.

### Egyéb változatok

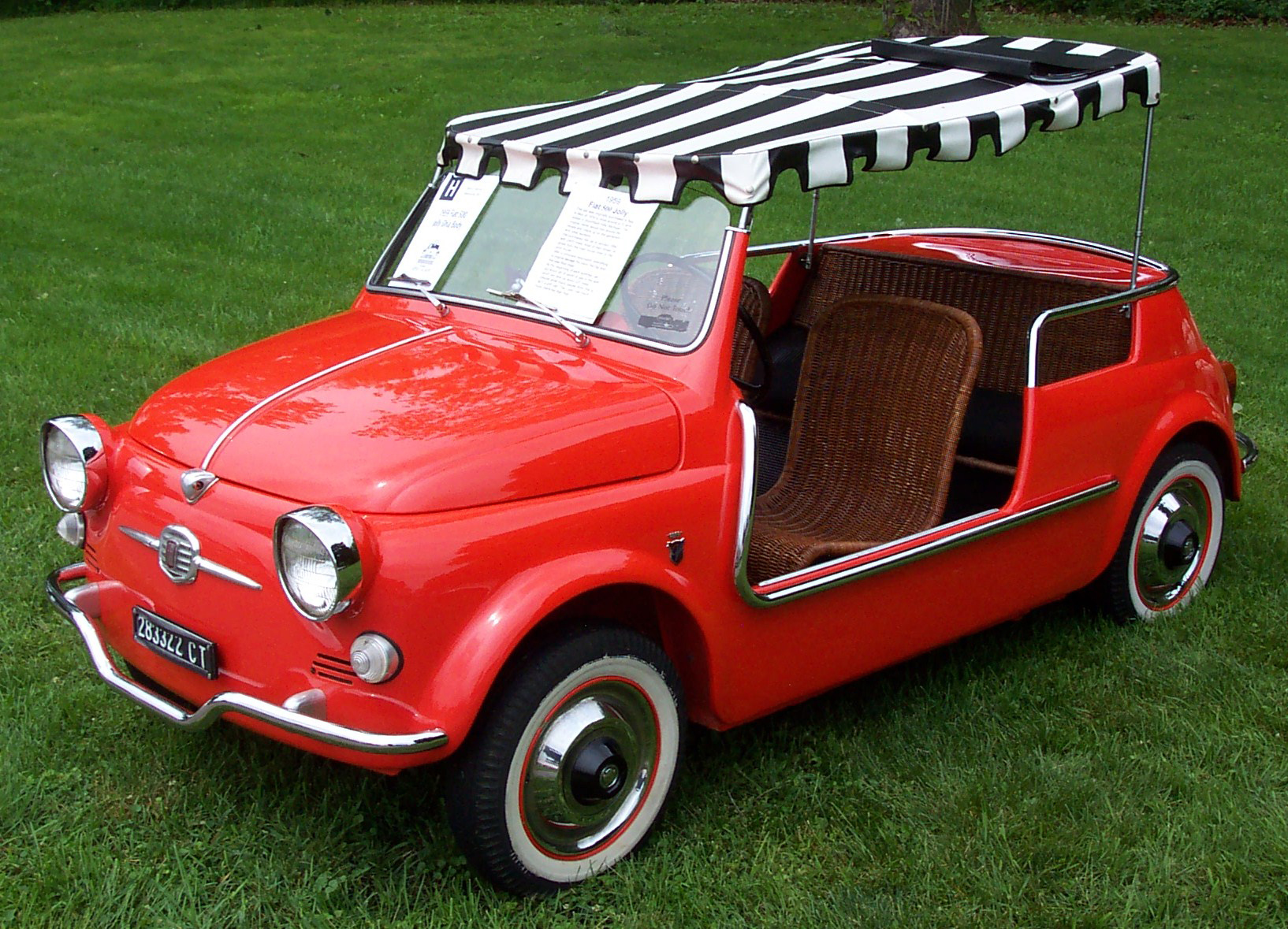
Egy Jolly amerikai lámpákkal

#### Fiat 500 Jolly Ghia
A Carrozzeria Ghia készített egy egyedi "Jolly" változatot az 500-ból, csakúgy, mint korábban a Fiat 600-ból. Különleges megjelenését az adta, hogy nem voltak ajtajai, tetejét pedig levágták és egy sátor előtetejéhez hasonló darabbal pótolták, valamint fonott vessző ülések kerültek bele.

#### Fiat 500 America
A Fiat 500-ból készült egy nagyobb fényszórókkal és megerősített lökhárítókkal szerelt változat is, melyet a Fiat az amerikai piacra szánt. Ebből szintén készült Jolly variáns.

## Fiat 500 (2007)

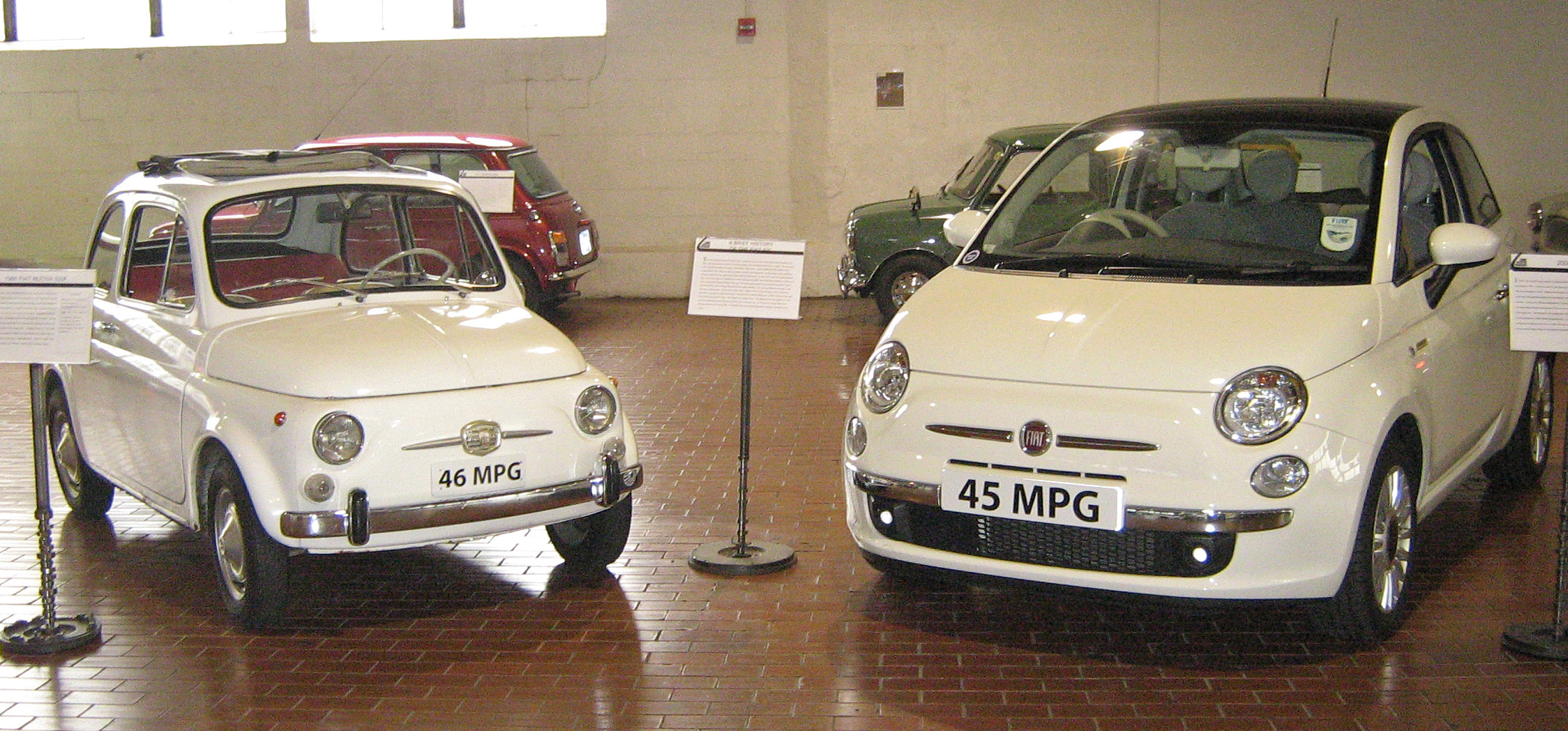
Régi és új Fiat 500 egymás mellett

A Fiat 500 bemutatásának ötvenedik évfordulójára tervezett új 500-at először 2006 májusában mutatta be a Fiat, négyszemélyes, háromajtós, ferdehátú karosszériával, majd 2007 márciusától lett megvásárolható. A modell formaterve nagyban a 2004-es Fiat Trepiùno tanulmányautón alapszik.
Tervezésekor komoly figyelmet fordítottak róla, hogy a Dante Giacosa által tervezett, klasszikussá vált 500 stílusjegyei felismerhetők legyenek rajta, hasonlóképpen például a Volkswagen Bogár utódjának szánt Volkswagen New Beetle vagy az új Minik esetében. Az autót először Lengyelországban, Tychyben, majd Mexikóban, Tolucában kezdték el gyártani. A vásárlók többféle felszereltségi csomagból és motorból választhatnak, valamint 2009-ben megjelent egy új kabrió karosszéria is.
Az új Fiat 500 padlólemeze megegyezik a második generációs Ford Káéval.